# ユージン・サーナン
ユージン・アンドリュー・サーナン（Eugene Andrew Cernan、1934年3月14日 - 2017年1月16日）は、アメリカ合衆国の海軍軍人、宇宙飛行士。ジーン・サーナン（Gene Cernan）とも。

## 概要
1966年ジェミニ9-A号の副操縦士、1969年5月アポロ10号の月着陸船のパイロット及び1972年12月アポロ17号の船長として、合計3度の宇宙飛行を経験している（アポロ17号はアポロ計画最後の航行であり、ユージンは「月面着陸した最後の人類」"the last man on the moon"となった。）。また、ジェミニ12号、アポロ7号、アポロ14号の各ミッションでは、予備のクルーであった。
ユージンはイリノイ州シカゴに生れ、同州メイウッド（シカゴの西にある村）で育った。1956年に電気工学で理学士を取得し、パーデュー大学を卒業した後は、パーデューにある海軍予備役将校訓練課程 (ROTC,Naval Reserve Officers Training Corps) を通じて海軍将校に任命され、海軍のジェット戦闘機のパイロットとなった。また、Naval Postgraduate School からは、航空工学の分野で修士号を取得している。
1976年ユージンは、海軍大佐及びNASA の職から退き、民間企業へと転出した。
2度に渡って月旅行を行った宇宙飛行士は、ユージンのほかに、ジム・ラヴェルとジョン・ヤングしかいない。また、ユージンは、たった12人の月面歩行を行ったことのある人類の一人でもある。
ユージンは、アポロ10号で月軌道を周回し、アポロ17号では月面着陸を果した。アポロ17号のときは、クルーのハリソン・シュミットとともに3度の船外活動で、延べ約22時間に及ぶ月面探査を行った。この3度の船外活動のうち最初のものは、アポロ11号搭載のモジュール船外でニール・アームストロング及びエドウィン・オルドリンが活動した時間の3倍もの長さに達するものである。この船外活動では、月面探査車で35 km 以上を走破し、月の成り立ちを解く鍵となる貴重な地質学上の標本を採集した。
ユージンは、アポロ計画の記憶を元に、『The Last Man on the Moon』を著した。2003年ワシントン賞受賞。
月面を最後に歩いた人物であったが、2017年1月16日、テキサス州ヒューストンで死去。82歳没。

## エピソード
- 月面に娘の名前のイニシャル TDC (Tracy Dawn Cernan) を記した。
- 信条：不可能という文字を自らの辞書からなくす。
- イリノイ州リバーグローブのトリトン大学のキャンパスには、サーナン船長の偉業を称えて、その名にちなむプラネタリウム、サーナン地球・宇宙センター (Cernan Earth and Space Center) がある。
- 月面歩行を行った最初の人間（アームストロング）と最後の人間（サーナン）はともにパーデュー大学の卒業生である。
- 1988年に日本宇宙少年団と学研が主催したアメリカの宇宙関連施設を見学するツアーの目玉企画として、サーナンとの対面があった。このツアーには2023年に宇宙飛行士となった諏訪理も参加していた[3]。